# ریولو ترمه
ریولو ترمه (به ایتالیایی: Riolo Terme) یک کومونه در ایتالیا است که در استان راونا واقع شده‌است.

## خصوصیات
ریولو ترمه ۴۴٫۵ کیلومترمربع مساحت و ۵٬۷۷۷ نفر جمعیت دارد و ۹۸ متر بالاتر از سطح دریا واقع شده‌است.